# Ceropegia vanderystii
Ceropegia vanderystii är en oleanderväxtart som beskrevs av De Wild.. Ceropegia vanderystii ingår i släktet Ceropegia och familjen oleanderväxter. Inga underarter finns listade i Catalogue of Life.